# El Nispo
El Nispo är en ort i Mexiko.   Den ligger i kommunen Copándaro och delstaten Michoacán de Ocampo, i den södra delen av landet, 220 km väster om huvudstaden Mexico City. El Nispo ligger 1 872 meter över havet och antalet invånare är 705.
Terrängen runt El Nispo är kuperad söderut, men norrut är den platt. Runt El Nispo är det ganska tätbefolkat, med 179 invånare per kvadratkilometer. Närmaste större samhälle är Copándaro de Galeana, 1,3 km öster om El Nispo. I omgivningarna runt El Nispo växer huvudsakligen savannskog.